# Kalkflachmoor im Helsunger Bruch
Kalkflachmoor im Helsunger Bruch este o arie protejată (arie specială de conservare — SAC, sit de importanță comunitară — SCI) din Germania întinsă pe o suprafață de 20 ha, integral pe uscat.

## Localizare
Centrul sitului Kalkflachmoor im Helsunger Bruch este situat la coordonatele 51°46′59″N 11°00′56″E / 51.7831°N 11.0156°E.

## Înființare
Situl Kalkflachmoor im Helsunger Bruch a fost declarat sit de importanță comunitară în octombrie 2000 pentru a proteja 2 specii de plante și 3 specii de animale. Situl a fost protejat și ca arie specială de conservare în decembrie 2018.

## Biodiversitate
Situată în ecoregiunea atlantică, aria protejată conține 1 habitat natural: Mlaștini alcaline.
La baza desemnării sitului se află mai multe specii protejate:
- plante (2): Hamatocaulis vernicosus, moșișoare (Liparis loeselii)
- nevertebrate (3): Coenagrion mercuriale, phengaris nausithous (Maculinea nausithous), Vertigo angustior

Pe lângă speciile protejate, pe teritoriul sitului au mai fost identificate 8 specii de plante, 3 specii de amfibieni, 6 specii de nevertebrate, 3 specii de reptile.